# Raphaël de Monachis
Rufa'il Zakhûr (Arabisch: أنطون زخور رافائيل; Caïro, 1759 – aldaar, 1831), ook bekend onder zijn Franse naam Raphaël de Monachis of Dom Raphaël was een Egyptische monnik die bekend is om zijn oriëntalistische studies en als leraar van Jean-François Champollion.

## Biografie
Raphaël de Monachis werd onder de naam Rufa'il Zakhûr geboren in Caïro in een Syrisch-Melkitische familie. Toen hij vijftien jaar oud was studeerde hij voor een periode van zeven jaar in Rome waar hij naast zijn religieuze studies ook geneeskunde studeerde. Hij werkte vervolgens een periode in Sidon en aan het einde van deze periode vergezelde Monachis twee Syrische bisschoppen naar Rome om op te treden als vertaler. Hij keerde vervolgens vlak voor de Franse invasie terug naar Egypte.
Onder de Franse bezetting trad Monachis op als de persoonlijke vertaler van Napoleon Bonaparte en werd vervolgens door hem aangesteld tot lid van het Institut d'Égypte. De Franse expeditie in Egypte kende een gebrek aan kennis van Arabisch en Turks, maar ook kennis over bureaucratie en samenleving van Egypte. Monachis moest dit gebrek aan kennis opvullen.
In opdracht van Napoleon werkte Monachis mee aan een Egyptische almanak die gebaseerd was op het model van Connaissance des temps pour l’an VII. Daarnaast vertaalde hij het werk van René-Nicolas Dufriche Desgenettes over pokken en de verhandeling van Pierre Macquer over het zijdeverven.
In 1803 arriveerde Monachis in Frankrijk, waar hij naar toe verhuisde vanwege de toenemende instabiliteit in Egypte. Hij verbleef aanvankelijk bij Joseph Fourier in Grenoble. Napoleon benoemde hem nog datzelfde jaar tot professor in de Arabische taal aan de École des Langues Orientales, maar deze aanstelling leidde tot de afkeer van Sylvestre de Sacy. Hier gaf hij les in Egyptisch-Arabisch en Koptisch aan Jean-François Champollion, die mede dankzij zijn kennis van het Koptisch later het oud-Egyptische hiërogliefenschrift wist te ontcijferen.
Na de Franse Restauratie nam hij ontslag en ging hij dienen als tolksecretaris voor Sidney Smith en zijn antipiraterij-maatschappij. In 1817 keerde Monachis uiteindelijk terug naar Egypte en ging hij werken voor Mohammed Ali van Egypte. In 1827 was hij betrokken bij de oprichting van een ziekenhuis en geneeskundeschool door Clot-Bey, het latere Qasr al-Ainy-ziekenhuis in Caïro.